# John Walker (wioślarz)
John Drummond Walker (ur. 4 stycznia 1891 w Oksfordzie, zm. 22 lipca 1952 w Lewisham) – brytyjski wioślarz, srebrny medalista olimpijski. 
Kształcił się w Clifton College i New College Uniwersytetu Oksfordzkiego. Nigdy nie wziął udział w The Boat Race.
Wystąpił na igrzyskach olimpijskich w Sztokholmie w 1912, gdzie brytyjska osada New College w składzie: William Fison, William Parker, Thomas Gillespie, Beaufort Burdekin, Frederick Pitman, Arthur Wiggins, Charles Littlejohn, Robert Bourne i John Walker zdobyła srebrny medal w ósemkach. W finale przegrali z rodakami z osady Leander Club o 3,5 sekundy. Był to jego jedyny start olimpijski.
Pracował w ministerstwie budownictwa okrętowego Wielkiej Brytanii. W 1918 roku został Kawalerem Orderu Imperium Brytyjskiego.